# Melinda Culea
Melinda Culea est une actrice américaine d'origine roumaine née le 5 mai 1955 à Western Springs dans l'Illinois. Elle est surtout connue pour le rôle de Amy Amanda « Triple A » Allen dans la série L'Agence tous risques.
Elle est mariée à Peter Markle, depuis 1996.

## Filmographie

### Cinéma
- 1979 : Manhattan de Woody Allen : une passante tenant un chien en laisse pendant le générique.
- 1986 : Dear Penelope and Peter de Bob Claver (court-métrage) : Judy Berlin
- 1991 : The Fisher King : Le Roi pêcheur (The Fisher King), de Terry Gilliam : Sitcom Wife
- 1994 : Pionniers malgré eux (Wagons East !), de Peter Markle : Constance Taylor
- 2001 : Dying on the Edge, de William R. Greenblatt : Anna

### Télévision
- 1981 : Dear Teacher, de Herbert Kenwith (TV) : Annie Cooper
- 1982 : ABC Afterschool Special : Dallas Davis  (saison 10, épisode 7 : Sometimes I Don't Love My Mother)
- 1982 : The Rules of Marriage, de Milton Katselas (TV) : Holly Stone
- 1982 : Devlin Connection (The Devlin Connection) (série TV) : Elizabeth (saison 1, épisode 7 : Of Nuns and Other Black Birds)
- 1982 : Gavilan (en) (série TV) : ...
- 1983 : L'Île fantastique (Fantasy Island) (série TV) : Shelley James (saison 7, épisode 2 : Le Monde à l'envers / Une femme de grande vertu)
- 1983 : L'Agence tous risques (The A-Team) (série TV) : Amy Amanda Allen (saison 1 et 24 épisodes)
- 1984 : Hôtel (Hotel) (série TV) : Agatha Deming / Adrianna Dupre (saison 2, épisode 5 : Outsiders)
- 1984-1985 : Glitter (série TV) : Terry Randolph (13 épisodes)
- 1986-1987 : Sacrée Famille (Family Ties) (série TV) : Rebecca Ryan (3 épisodes)
- 1986-1987 : Hôpital St Elsewhere (St. Elsewhere)(série TV) : McPhail (4 épisodes)
- 1989-1990 : Côte Ouest (Knots Landing) (série TV) : Paula Vertosick (28 épisodes)
- 1990 : Arabesque (Murder, She Wrote) (série TV) : Nicole Gary (saison 7, épisode 10 : Meurtre en fa mineur)
- 1991 : Beverly Hills 90210 (série TV) : Dr Natalie Donner (saison 1, épisode 17 : L'horrible cauchemar)
- 1991 : La loi est la loi (Jake and the Fatman) (série TV) :  (saison 4, épisode 20 : Emprise)
- 1991 : Guerres privées (Civil Wars) (série TV) : ... (saison 1, épisode 2 : Le Temps du partage)
- 1992 : Star Trek : La Nouvelle Génération (Star Trek: The Next Generation) (série TV) : Soren (saison 5, épisode 17 : Paria)
- 1992 : Likely Suspects (série TV) : Capt. Wendy Hewitt
- 1992 : Arabesque (Murder, She Wrote) (série TV) : Sara Lloyd (saison 9, épisode 3 : La Taupe)
- 1992 : Piège à domicile (Through the Eyes of a Killer), de Peter Markle (TV) : Alison Rivers
- 1994 : Chicago Hope: La Vie à tout prix (Chicago Hope) (série TV) : Dina Russell (saison 1, épisode 2 : La Mort droit dans les yeux)
- 1994 : Moment of Truth: Murder or Memory? de Christopher Leitch (TV) : ...
- 1995 : Aux portes de l'enfer (Down, Out & Dangerous), de Noel Nosseck (TV) : CeCe Dryer
- 1995-1997 : Brotherly Love (série télévisée)Brotherly Love de Terry Hughes (série TV) : Claire Roman
- 1996 : Secrets enfouis (Buried Secrets), de Michael Toshiyuki Uno (TV) : Laura Vellum
- 1997 : C-16:FBI (série TV) : ... (2 épisodes)
- 1998 : Objectif Terre: L'invasion est commencée (Target Earth), de Peter Markle (TV) : Allison
- 1999 : X-Files : Aux frontières du réel (série TV) : Karin Berquist (saison 6, épisode 16 : Entre Chien et Loup)
- 2001 : Associées pour la loi (Family Law) (série TV) : Dét. Cadden (saison 2, épisode 12 : Vie privée)

## Voix françaises
- Catherine Lafond dans L'Agence tous risques (1983-1987)

- Dorothée Jemma dans Côte Ouest (1989-1990)